# لجنة أجرانات
لجنة أجرانات هي لجنة جرى تكوينها في 21 نوفمبر 1973 للتحقيق في القصور الذي تصرف به الجيش الإسرائيلي خلال الأيام الثلاثة الأولى من حرب أكتوبر 1973.
تكونت اللجنة برئاسة رئيس قضاة المحكمة العليا شمعون أجرانات [الإنجليزية] وعضوية كلٌ من: القاضي موشيه لاندو وإسحاق نابينزال ورئيسيْ الأركان السابقيْن الرئيس الثاني للأركان ييجال يادين والخامس حاييم لاسكوف.
عقدت اللجنة أكثر من 140 جلسة لتستمع لما يقرب من 58 شاهدًا بمن فيهم غولدا مائير رئيسة الوزارة وموشيه ديان رئيس الأركان ولتقرأ حوالي 188 شهادة خطية.
وخلصت اللجنة -في تقارير وسيطة قبل إصدار تقريرها النهائي- إلى أن أسباب الفشل في الاعتقاد أن مصر لن تهاجم دون أن تكون متفوقة من ناحية القوات الجوية، وإلى الاعتقاد الآخر بافتقار الجبهة السورية للحافز للقتال مع المصريين وكذا الاعتقاد بأن مناورات الجيش المصري لا تعتبر استعدادًا للحرب.
وأوصت بتشكيل لجنة وزارية للدفاع وتعيين مستشار لرئيس الوزراء لشؤون المخابرات كما أوصت بإقالة إلياهو زعيرا مدير المخابرات العسكرية "أمان"، وكذلك رئيس الأركان ديفيد بن إليعازر، وقائد الجبهة الجنوبية شلومو جونين، وكذلك عدد من ضباط الاستخبارات.
في 30 يناير 1975 أصدرت اللجنة تقريرًا من 1500 صفحة تم اعتبار 1458 صفحة منها سرية وتم نشر 42 صفحة -هي عبارة عن المقدمة- فقط.
في 1 يناير 1995 افرجت الحكومة الإسرائيلية عن التقرير بالكامل باستثناء 48 صفحة اعتبرت معلومات سرية، وفي 2007 أفرجت عن ما تبقى من التقرير. تناول التقرير الأحداث ببعض التفصيل وانتقد الجيش الإسرائيلي بشدة لافتقاره إلى التأهب والخلل في التنسيق بين مختلف الوحدات. وتناول التقرير أيضًا جوانب أخرى مثل الأوامر والانضباط والإمدادات الطارئة. كما أقر الإقالات والتوصيات التي سبق ذكرها في التقارير الأولية.